# Paul Schönwetter
Paul Schönwetter (15 novembre 1958) è un allenatore di calcio ed ex calciatore tedesco, nonché opinionista televisivo per RSI.

## Carriera

### Giocatore
Da giocatore ha militato come centrocampista nel Monaco 1860 e nel Locarno. Alla sua prima stagione completa in Ticino conquista la promozione in Lega Nazionale A, mettendo a segno 10 reti in 30 partite. Nella massima serie elvetica gioca 23 partite nell'unica stagione (1986-1987) ivi trascorsa, con un gol all'attivo. Nelle cinque stagioni successive i locarnesi si qualificano sempre per la poule promozione-retrocessione ma non riescono più a conquistare la promozione in LNA.

### Allenatore
Inizia la carriera allenando il Maggia, per poi passare tre stagioni al Locarno fino a quando, nel marzo 1999, viene sostituito da Pierluigi Tami. Allena il Baden nella prima parte della stagione 2000-2001; il 1º gennaio 2001 viene sostituito da Luca Balduzzi. Nella stagione 2001-2002 allena il Bellinzona, ma viene esonerato il 1º febbraio 2002 e sostituito da Giovanni Della Casa.
Passa quindi al Chiasso dove nella stagione 2002-2003 ottiene la promozione in Challenge League vincendo gli spareggi di Prima Lega. Nella stagione successiva sfiora la promozione in massima serie arrivando al 3º posto, mentre nel 2004-2005 porta i ticinesi al 4º posto. Al termine di quest'ultima stagione lascia la panchina del Chiasso per passare al Lugano fino a dicembre 2005, quando viene sostituito da Rodolfo Vanoli.
Per tre anni, dal 2005 al 2008, allena l'Arbedo in Seconda Lega. Viene poi lasciato libero dal club bellinzonese su richiesta del Locarno, che conduce alla permanenza in Challenge League al termine della stagione 2008-2009. In seguito alla retrocessione del Locarno in Prima Lega Promotion al termine della stagione 2013-2014 è richiamato allo Stadio del Lido in qualità di allenatore. Da quest'ultimo incarico è tuttavia esonerato già nel settembre 2014 in seguito agli scarsi risultati sportivi conseguiti dalla squadra.

## Palmarès

### Calciatore
- Campionato di Lega Nazionale B: 1

Locarno: 1985-1986

### Allenatore
- Campionato di Prima Lega: 1

Chiasso: 2002-2003